# رودخانه فرتساسکا

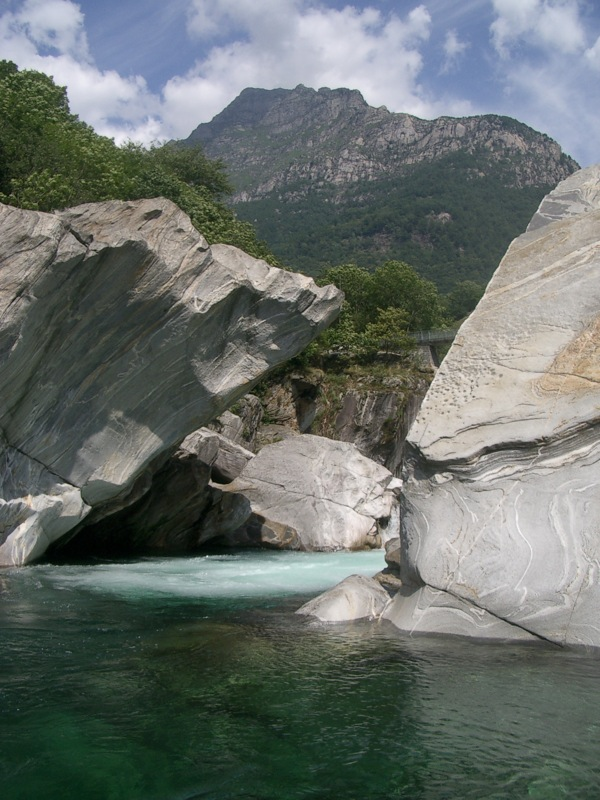
رودخانه فرتساسکا

فرتساسکا نام رودخانه‌ای واقع در سوییس است که در دره‌ای به همان نام قرار دارد.اهمیت این رودخانه به آب بسیار زلال بلورین و همچنین صخره‌های رنگ‌لرزان در آن می‌باشد.

## جغرافیا
این رودخانه به طول تقریبی ۳۰ کیلومتر از دامنه‌ی کوه پیتسو بارونه آغاز شده و در نهایت به دریاچه ماگیوره می‌ریزد.
فرتساسکا که به دلیل زلالی آب بسیار مشهور و منحصر به فرد است در منطقه ایتالیایی‌زبان تیسینو جریان دارد.
در امتداد رودخانه سدی با همین نام قرار دارد.
دمای این رودخانه در ایام گوناگون سال بین ۷ تا ۱۰ درجه سانتی‌گراد است و عمق آن نیز از ۱۰ متر تجاوز نمی‌کند.
این منطقه به دلیل موقعیت اقلیمی و جغرافیایی مکان مناسبی برای غواصی و شیرجه به شمار می‌رود.